# Lake Rotonuiaha
Der Lake Rotonuiaha  ist ein See im Wairoa District der Region Hawke’s Bay auf der Nordinsel von Neuseeland.

## Geographie
Der Lake Rotonuiaha befindet rund 33 km westnordwestlich der Stadt Wairoa und rund 16 km südlich des großen Lake Waikaremoana. Mit seinen fünf Buchten erstreckt sich der See über eine Fläche von 44 Hektar und misst in seiner längsten Ausdehnung rund 1,23 km in Nordnordwest-Südsüdost-Richtung. Seine Uferlinie beträgt rund 4,5 km.
Das Wassereinzugsgebiet des Sees umfasst eine Fläche von 2 km², über die der See hauptsächlich sein Wasser von den südlichen Bergen und vom westlichen Nachbarsee Lake Rotoroa bei dessen Überlauf bezieht. Die Entwässerung des Lake Rotonuiaha findet in der mittleren östlichen Bucht statt. Von dort aus fließt ein Bach über zwei 50 m und 15 m hohen Wasserfällen in Richtung des Waiau River, indem der Bach nach insgesamt rund 900 m Bachverlauf mündet.